# Maël-Carhaix
Maël-Carhaix (tiếng Breton: Mêl-Karaez) là một xã của tỉnh Côtes-d’Armor, thuộc vùng Bretagne, tây bắc Pháp.

## Dân số
Người dân ở Maël-Carhaix được gọi là Maël-Carhaisiens.